# Sqoon
Sqoon (スクーン Sukūn?) es un videojuego de submarinos lanzado en Japón en 1986 por la empresa Irem para la consola Nintendo Entertainment System. El juego es considerado un tanto obscuro y no tuvo gran impacto en la comunidad videojueguil.

## Trama
Los alienígenas que rigen el planeta Neptuno se dan cuenta de que están cortos de su fuente principal de alimentación: la carne humana que robaron en su última invasión. Por tanto, deciden visitar nuestro planeta para alimentarse de seres humanos. Ellos empiezan a derretir las capas polares, causando que varios continentes se hundan en el océano. El General de la Armada de Defensa Terrestre le ruega a un pirata llamado Narikeen que elimine a los aliens con su submarino, Sqoon. Narikeen, un hombre malvado, se ríe en la cara del General, pero finalmente acepta eliminar a los intrusos.

## Jugabilidad
El jugador controla un submarino rosado llamado Sqoon, el cual debe ser usado para destruir los alienígenas y rescatar humanos sobrevivientes, además de evitar los diferentes peligros que se encontrará. Tampoco se debe olvidar el asunto del combustible, el cual es bastante limitado. Para completar su misión, Sqoon está equipado con misiles para atacar a los enemigos, y una bomba de bolas de hielo para destruir las prisiones de los humanos. Cuando Sqoon haya rescatado nueve humanos, deberá llevarlos a una isla, la cual lanzará un aumentador de poder, además de llenar hasta el máximo el tanque de gasolina. El no cumplir con estos objetivos significará la pérdida de una vida.

## Curiosidades
- Sqoon hace un breve aparición en el 7 del manga Warera Hobby's Famicom Seminar.
- Sqoon fue adaptado en el capítulo 5 del manga Shape of Happiness.